# Ion Cumpănașu
Ion Cumpănașu (n. 3 august 1928, Grădiștea, România – d. secolul al XXI-lea) a fost un lider comunist român, de profesie inginer agronom.
Tatăl său, Dumitru Cumpănașu (1900-1986), a fost un preot ortodox care s-a înscris în 1939 în Partidul Comunist Român, unde a făcut carieră.
Ion Cumpănașu a lucrat ca activist la Uniunea Tineretului Muncitor, ziarist la Scînteia în anii 1950-1960, prim-adjunct al șefului Direcției Presă a CC al PCR, director general al Cenzurii (1973-1975), președinte al Comitetului de Stat pentru Presă și Tipărituri, director general al AGERPRES, redactor șef la Scînteia (1983-1984), președinte al Departamentului Cultelor (1984 - 22 decembrie 1989). În perioada 1975-1980 Ion Cumpănașu a fost deputat în Marea Adunare Națională.

## Distincții
- Ordinul Muncii clasa a II-a (14 august 1956) „pentru merite deosebite în muncă și cu prilejul împlinirii a 25 de ani de la apariția ziarului «Scînteia»”[7]
- Medalia „40 de ani de la înființarea Partidului Comunist din Romînia” (6 mai 1961) „pentru merite în activitatea de partid și întărirea regimului democrat-popular”[8]
- Ordinul „Steaua Republicii Populare Romîne” clasa a IV-a (4 aprilie 1962) „pentru merite deosebite în munca de colectivizare a agriculturii și întărirea economico-organizatorică a gospodăriilor agricole colective”[9]
- Ordinul „23 August” clasa a IV-a (10 august 1964) „pentru merite deosebite în opera de construire a socialismului, cu prilejul celei de a XX-a aniversări a eliberării patriei”[10]
- Ordinul „Tudor Vladimirescu” clasa a III-a (20 aprilie 1971) „pentru merite deosebite în opera de construire a socialismului, cu prilejul aniversării a 50 de ani de la constituirea Partidului Comunist Român”[11]

## Legături externe
- STENOGRAMA discuțiilor care au avut loc în cadrul ședinței de constituire a Consiliului de conducere al Direcției Generale a Presei și Tipăriturilor (11 iulie 1973)